# Prazeres (Calheta)
Prazeres is een plaats (freguesia) in de Portugese gemeente Calheta en telt 704 inwoners (2011). De plaats ligt aan de zuidwestelijke kust van het eiland Madeira.
Het plaatsje ligt in het zuidwesten van Madeira.  In de freguesia kan men stijgen van de laagvlakte, residentiële en landbouwzones, naar de beboste stroken en het hoogste deel in het gebergte. De kuststrook zelf, met steile flanken van Prazeres afgesneden is een aparte kleine freguesia, Jardim do Mar.
De bevolking van het dorp steeg in de 19e en 20e eeuw tot meer dan 1.400 inwoners rond 1940 maar daalde sindsdien stelselmatig tot 704 bij de census van 2011. In dat jaar was ook 25,6% van de bevolking ouder dan 65.